# Alec Kann
Alec Kann (Decatur, 8 agosto 1990) è un calciatore statunitense, portiere dell'FC Cincinnati.

## Palmarès

### Club
- Campionato MLS: 1

Atlanta United: 2018
- Lamar Hunt U.S. Open Cup: 1

Atlanta United: 2019
- MLS Supporters' Shield: 1

FC Cincinnati: 2023
- Campeones Cup: 1

Atlanta United: 2019